# Solanum delicatulum
Solanum delicatulum es una especie subarbustiva de la familia de las solanáceas distribuida en Brasil, Paraguay y Argentina. 

## Descripción
Son plantas que alcanzan un tamaño de 30 a 80 cm de altura, con rizomas horizontales,  tallos aéreos muy ramificados y decumbentes. Las flores son blancas y con forma de estrella. 

## Distribución geográfica y hábitat
Se extiende desde el sudeste de Paraguay (Canendiyú y Guairá), litoral de Argentina (Corrientes y Misiones) hasta el sur de Brasil (São Paulo, Paraná, Santa Catarina, Rio Grande do Sul). Vive preferentemente en zonas húmedas hasta los 800 m s. n. m., en el interior de montes y bosques bajos umbrófilos, en selvas marginales, o a orillas de arroyos y riachuelos.

## Taxonomía
Solanum delicatulum fue descrita por L.B.Sm. & Downs y publicado en Phytologia 10: 424. 1964.
Etimología
Solanum: nombre genérico que deriva del vocablo Latíno equivalente al Griego στρνχνος (strychnos) para designar el Solanum nigrum (la "Hierba mora") —y probablemente otras especies del género, incluida la berenjena— , ya empleado por Plinio el Viejo en su Historia naturalis (21, 177 y 27, 132) y, antes, por Aulus Cornelius Celsus en De Re Medica (II, 33). Podría ser relacionado con el Latín sol. -is, "el sol", debido a que la planta sería propia de sitios algo soleados.
delicatulum: epíteto latino que significa "delicada".